# Степанівка (Берестинський район)
Степа́нівка —  село в Україні, у Берестинському районі Харківської області. Населення становить 47 осіб. Орган місцевого самоврядування — Новоолександрівська сільська рада.
Після ліквідації Сахновщинського району 19 липня 2020 року село увійшло до Красноградського (Берестинського) району.

## Географія
Село Степанівка знаходиться на правому березі річки Оріль, вище за течією на відстані 1 км розташоване село Петрівка, нижче за течією на відстані 4,5 км розташоване село Андріївка, на протилежному березі — село Миколаївка. Поруч проходить автомобільна дорога Р79. За 2 км розташовані село Кузьминівка і залізнична станція Кузьминівка.

## Історія
- 1875 - дата заснування.

## Населення

### Мова
Розподіл населення за рідною мовою за даними перепису 2001 року:
| Мова       | Кількість | Відсоток |
| ---------- | --------- | -------- |
| українська | 43        | 91.49%   |
| російська  | 4         | 8.51%    |
| Усього     | 47        | 100%     |